# Daniël Boissevain
Daniël Boissevain (Amsterdam, 29 juni 1969) is een Nederlands toneel-, televisie- en filmacteur en zanger. Hij is vooral bekend van tv-hoofdrollen in All Stars, Meiden van De Wit en Gooische Vrouwen. Hij is getrouwd met Vanessa Henneman en is de vader van acteur Robin Boissevain.

## Biografie
Boissevain is lid van de familie Boissevain en zoon van kunstenaar Guus Boissevain (1929-2008) en diens tweede vrouw Margrit Josepha Maria van der Linden. Als kind reisde Daniël Boissevain met zijn ouders rond met een theatergezelschap; hij groeide later op in Ruigoord. Hij doorliep de Amsterdamse Toneelschool en speelde inmiddels rollen in films, televisieseries en theaterproducties. Daarnaast nam hij, samen met Jan Tekstra, een cd op.
Boissevain speelde in 1993 een rol in de videoclip Is It Love van Twenty 4 Seven, een song die 13 weken in de Top 40 stond. In datzelfde jaar begon zijn film- en televisiecarrière met een rol in Angie. Vervolgens was hij te zien in televisieseries als All Stars, als Johnny, een rol die hij eerder in de gelijknamige film uit 1997 speelde, financier Daan in Meiden van De Wit en als piloot Tom Blauw, de onweerstaanbare ex-man van nymfomane Anouk Verschuur en vader van Vlinder, in Gooische Vrouwen. Hij vertolkte rollen in films als De zeemeerman (1996), Lek (2000), Ochtendzwemmers (2001), Bella Bettien (2002) en Wild Romance (2006). In 1999 nam hij een cd op, 'Thuis', met daarop de single 'Dieper'.
Verder had hij diverse bijrollen in series als M'n dochter en ik, Kees & Co, als de motorrijder waar Kees (Simone Kleinsma) een speciale band mee krijgt, Baantjer, Luifel & Luifel, Westenwind en Dunya & Desie.
Naast televisie- en filmwerk is Boissevain steeds vaker op het toneel te zien. Hij had met Jan Rot, Kim-Lian van der Meij en Lenette van Dongen een van de hoofdrollen in de musical Doe Maar!, gebaseerd op de populaire Nederlandse popgroep Doe Maar uit de jaren 80 van de twintigste eeuw. De musical kwam in 2006 uit, precies 25 jaar na de eerste nummer 1-hit van de groep. De rol leverde hem in 2007 een John Kraaijkamp Musical Award op in de categorie "Beste Mannelijke Hoofdrol in een Kleine Musical". In 2025 komt er een reprise van de musical waarin Boissevain de rol van Arent vertolkt. 
Vanaf 2009 was hij te zien in Brandende liefde, een op het gelijknamige boek van Jan Wolkers gebaseerde musical, waarin Boissevain de hoofdrol kreeg, naast Catherine ten Bruggencate en Loes Haverkort. In 2007 won hij een Rembrandt Award in de categorie "Beste Nederlandse acteur" voor zijn hoofdrol als Herman Brood in de biografische film Wild Romance. In 2012 speelde hij in When Harry Met Sally...
Tevens spreekt Boissevain de reclamespots van Tele2 in. In 2010 was hij te horen in de rol van Freddie Pruis in de NPS-radio-hoorspel-serie De Moker. In november 2012 deed Boissevain mee aan het spelprogramma Ik hou van Holland en het jaar erop aan Wie is de Mol? in Zuid-Afrika. In aflevering zeven viel hij af. Boissevain deed in 2013 ook mee aan The Passion, waarin de lijdensweg van Jezus wordt verteld. Hierin speelde hij Judas Iskariot, de man die Jezus verraadde met een kus. In 2025 deed hij mee als dragqueen aan het televisieprogramma Make Up Your Mind.

## Filmografie
- 1992 - Bureau Kruislaan  - Terry (1 aflevering)
- 1993 - De weg naar school - matroos (1 aflevering)
- 1993 - Angie - Alex, Angies oudere broer
- 1995 - Mijn Dochter en Ik  - Ron (1 aflevering)
- 1996 - De zeemeerman - Tony Pellicano
- 1997 - Westzijde Posse - Mac
- 1997 - All Stars - Johnny
- 1997 - Kees & Co - Motorrijder
- 1998 - Combat: De Stalker - Gerard Hobijn
- 1999 - Westenwind - Victor Wijndels (1999)
- 1999 - All Stars - Johnny Meeuwse (1999)
- 2000 - Lek - Wout
- 2001 - Ochtendzwemmers - Bing
- 2002 - Bella Bettien - Beto
- 2002 - Meiden van De Wit - Daan van Doolen (2002-2005)
- 2005 - Gooische Vrouwen - Tom Blaauw (2005-2009, 2024-heden)
- 2006 - Wild Romance - Herman Brood
- 2008 - Niko en de Vliegende Brigade - Smiley (stem)
- 2009 - Suzanne en de mannen - Freek (2009)
- 2009 - Floor Faber - Menno (2009)
- 2009 - Flikken Maastricht, aflevering Eeuwige trouw, 2009 - Willem Geesink
- 2010 - Gooische Frieten - zichzelf (2010)
- 2011 - Mijn vader is een detective: De wet van 3 - oom Chris
- 2011 - Gooische Vrouwen - Tom Blaauw
- 2011 - All Stars 2: Old Stars - Johnny Meeuwse
- 2011 - Cars 2 - Sir Miles Axlerod (stem)
- 2013 - Wie is de Mol? - zichzelf
- 2013 - The Passion - Judas Iskariot
- 2013 - Sophie's Web - Teun (2013-2014)
- 2014 - StartUp - Bert de Vries (65 afleveringen)
- 2014 - The Broken Circle Breakdown, featuring the Cover-Ups of Alabama (musical) - Didier
- 2014 - Escapade (korte film) - Quints vader
- 2015 - Dagboek van een callgirl - Mitch Albern (1 aflevering)
- 2015 - De Zeven Zeeën - zichzelf
- 2015 - Missie Aarde - (ex-)vriend van Brechtje
- 2015 - Parnassus (korte film) - dokter (stem)
- 2016 - Vlucht HS13 - Simon Kraamer
- 2017 - Brussel (on-demand) - Mohammed de Vries
- 2018 - Zomer in Zeeland - Sjors Mulder
- 2018 - Mannen van Mars - Edwin
- 2018 - Sinterklaasjournaal - Basisschooldirecteur Henk Zifter
- 2019-2021 - Oogappels - Tarik (6 afleveringen)
- 2019 - Whitestar - Vader van Angela
- 2020 - De gevaarlijkste wegen van de wereld - zichzelf
- 2020-2023 - ‘’All Stars en Zonen’’ - Johnny Meeuwse
- 2025 - Pinksterprins - Daniël Kooij
- 2025 - Bennie - Titus
- 2025 -Make Up Your Mind - Williemijn Windjes